# Sena-Saint Denis
Sena-Saint Denis (93) (en francés: Seine-Saint-Denis) es un departamento francés, situado en la región de Isla de Francia. Tiene 1.382.861 habitantes, y comprende una extensión de 236 km². La densidad de población es de 5.855 hab/km².
En el Aeropuerto de Le Bourget merece ser visitado el Museo de la Aviación, mientras que en Saint-Denis son destacables la Basílica de Saint-Denis (de estilo gótico, siglo XIII) y el Stade de France, construido para el Mundial de Fútbol de 1998.
En el argot local,  es llamado "le neuf trois" (i.e. "El nueve tres"), pues ese es el número administrativo oficial, es decir, el número por el que comienzan todos los códigos postales locales e indicativos del departamento en las matrículas de los coches.
Su gentilicio en idioma francés es Séquano-Dyonisiens.

## Historia
El departamento de Sena-Saint Denis fue creado el 1 de enero de 1968, en aplicación de la ley de 10 de julio de 1964, a partir de municipios pertenecientes a los antiguos departamentos de Sena (24 municipios) y Sena y Oise (16 municipios).

## Geografía
El departamento de Sena-Saint Denis se ubica al nordeste de París. Limita con los departamentos de Altos del Sena al noroeste, Valle del Oise al norte, Sena y Marne al este, Valle del Marne al sur y París al sudoeste. Tiene una superficie de sólo 236 km², lo que lo hace uno de los más pequeños departamentos de Francia. Sena-Saint Denis, los Altos del Sena y el Valle del Marne forman un anillo alrededor de la capital francesa, llamado la petite couronne, la pequeña corona.

## Administración
El departamento de Sena-San Denis está dividido en 3 arrondissements departamentales y en 39 comunas
| Arrondissement de Saint-Denis | Arrondissement de Bobigny | Arrondissement de Le Raincy |
| --- | --- | --- |
| 1. Saint-Ouen 2. Aubervilliers 3. Saint-Denis 4. L'Île-Saint-Denis 5. Épinay-sur-Seine 6. Villetaneuse 7. Pierrefitte-sur-Seine 8. Stains 9. La Courneuve | 1. Dugny 2. Le Bourget 3. Drancy 4. Bobigny 5. Bondy 6. Les Pavillons-sous-Bois 7. Noisy-le-Sec 8. Romainville 9. Pantin 10. Le Pré-Saint-Gervais 11. Les Lilas 12. Bagnolet 13. Montreuil 14. Rosny-sous-Bois 15. Villemomble | 1. Neuilly-Plaisance 2. Neuilly-sur-Marne 3. Noisy-le-Grand 4. Gournay-sur-Marne 5. Gagny 6. Le Raincy 7. Clichy-sous-Bois 8. Montfermeil 9. Coubron 10. Vaujours 11. Livry-Gargan 12. Sevran 13. Aulnay-sous-Bois 14. Le Blanc-Mesnil 15. Villepinte 16. Tremblay-en-France |

## Economía
A pesar de tener una elevada tasa de paro, debida en parte a un nivel educativo de la población más bajo que en los departamentos vecinos y a la crisis industrial de los años setenta, Sena-Saint Denis sigue siendo un departamento dinámico.
El departamento dispone de dos grandes polos económicos:
- la zona aeroportuaria de Roissy (a caballo entre tres departamentos)
- la zona de la Plaine de France

La fábrica de Peugeot-Citroën en Aulnay-sous-Bois es la factoría más importante del territorio. Asimismo, destacan otros sectores, como el comercio textil y la industria cinematográfica y de la imagen.

## Demografía
| 1801    | 1831      | 1841      | 1851      | 1856      | 1861      | 1866      |
| ------- | --------- | --------- | --------- | --------- | --------- | --------- |
| --      | --        | --        | --        | --        | --        | --        |
| 1872    | 1876      | 1881      | 1886      | 1891      | 1896      | 1901      |
| --      | 138.099   | 180.412   | 207.901   | 230.992   | 262.735   | 307.329   |
| 1906    | 1911      | 1921      | 1926      | 1931      | 1936      | 1946      |
| 349.545 | 411.443   | 504.956   | 635.806   | 769.315   | 776.378   | 730.361   |
| 1954    | 1962      | 1968      | 1975      | 1982      | 1990      | 1999      |
| 845.231 | 1.083.724 | 1.249.606 | 1.322.127 | 1.324.301 | 1.381.197 | 1.382.861 |

Notas a la tabla:
- El departamento se estableció el primero de enero de 1968; los datos anteriores a esa fecha se han tomado de SPLAF.

- Sena-Saint Denis es el departamento francés que cuenta con más ciudadanos inmigrantes o descendientes de inmigrantes.

- La mortalidad infantil es la más alta de toda la Francia metropolitana con una tasa del 5,7‰.

- Todo el departamento forma parte de la aglomeración urbana de París. Las comunas (municipios) más pobladas son (censo de 2007):
  - Montreuil: 102.097 habitantes.
  - Saint-Denis: 100.800 habitantes.
  - Aulnay-sous-Bois: 82.513 habitantes.
  - Aubervilliers: 73.699 habitantes.
  - Drancy: 65.843 habitantes.
  - Noisy-le-Grand: 62.529 habitantes.
  - Pantin: 53.315 habitantes.
  - Bondy: 53.159 habitantes.
  - Épinay-sur-Seine: 52.020 habitantes.
  - Sevran: 51.110 habitantes.
  - Le Blanc-Mesnil: 50.910 habitantes.
  - Bobigny: 48.196 habitantes.
  - Saint-Ouen: 43.954 habitantes.
  - Livry-Gargan: 41.893 habitantes.
  - Rosny-sous-Bois: 41.283 habitantes.